# Vahadenia laurentii
Vahadenia laurentii là một loài thực vật có hoa trong họ La bố ma. Loài này được (De Wild.) Stapf miêu tả khoa học đầu tiên năm 1902.